# Radford (Virgínia)
Radford é uma cidade independente localizada no estado americano de Virgínia. A sua área é de 26,4 km², sua população é de 15 859 habitantes, e sua densidade populacional é de 623,5 hab/km² (segundo o censo americano de 2000). A cidade foi fundada em 1887.